# Gregor Mendel
Gregor Johann Mendel OSA(Heinzendorf bei Odrau, 20 de julho de 1822 — Brno, 6 de janeiro 1884)  foi um biólogo, botânico, frade agostiniano da Igreja Católica e meteorologista austríaco.
Durante sua vida, Mendel publicou dois grandes trabalhos agora clássicos: "Ensaios com plantas híbridas" (Versuche über Pflanzen-hybriden), que não abrangia mais de trinta páginas impressas, e "Hierácias obtidas pela fecundação artificial".
Em 1865, formula e apresenta em dois encontros da Sociedade de História Natural de Brno as leis da hereditariedade, hoje chamadas Leis de Mendel, que regem a transmissão dos caracteres hereditários. Após 1868, as tarefas administrativas mantiveram-no tão ocupado que não pôde dar continuidade às suas pesquisas, vivendo o resto da sua vida em relativa obscuridade. O profundo significado do trabalho de Mendel não foi reconhecido até a virada do século XX (mais de três décadas depois) com a redescoberta de suas leis, especialmente após a sua morte, sendo hoje conhecido como "Pai da Genética".

## Biografia
Mendel nasceu em Heinzendorf bei Odrau (hoje chamada Vražni), no distrito de Nový Jičín, região de Troppau (atual Opava), na região da Morávia-Silésia, que então pertencia ao Império Austríaco. Foi batizado a 22 de julho (data que muitas vezes se confunde com a sua data de nascimento) e pertencia a uma família de humildes camponeses. Na sua infância revelou-se muito inteligente; em casa costumava observar e estudar as plantas. Sendo um brilhante estudante a sua família encorajou-o a seguir estudos superiores, e, aos 21 anos, a entrar num mosteiro da Ordem de Santo Agostinho em 1843 (atual mosteiro de Brno, hoje na República Checa) pois não tinham dinheiro para suportar o custo dos estudos. Obedecendo ao costume ao tornar-se monge, optou um outro nome: "Gregor". Então Mendel tinha a seu cargo a supervisão dos jardins do mosteiro.
Estudou ainda, durante dois anos, no Instituto de Filosofia de Olmütz (hoje Olomouc, República Checa) e na Universidade de Viena (1851-1853).
Mas Mendel não só se interessou nas plantas, ele também era meteorologista e estudou as teorias da evolução. Ao longo da sua vida foi membro, diretor e fundador de muitas sociedades locais: diretor do Banco da Morávia, foi fundador da Associação Meteorológica austríaca, membro da Real e Imperial Sociedade da Morávia e Silésia para melhor agricultura, entre outras.

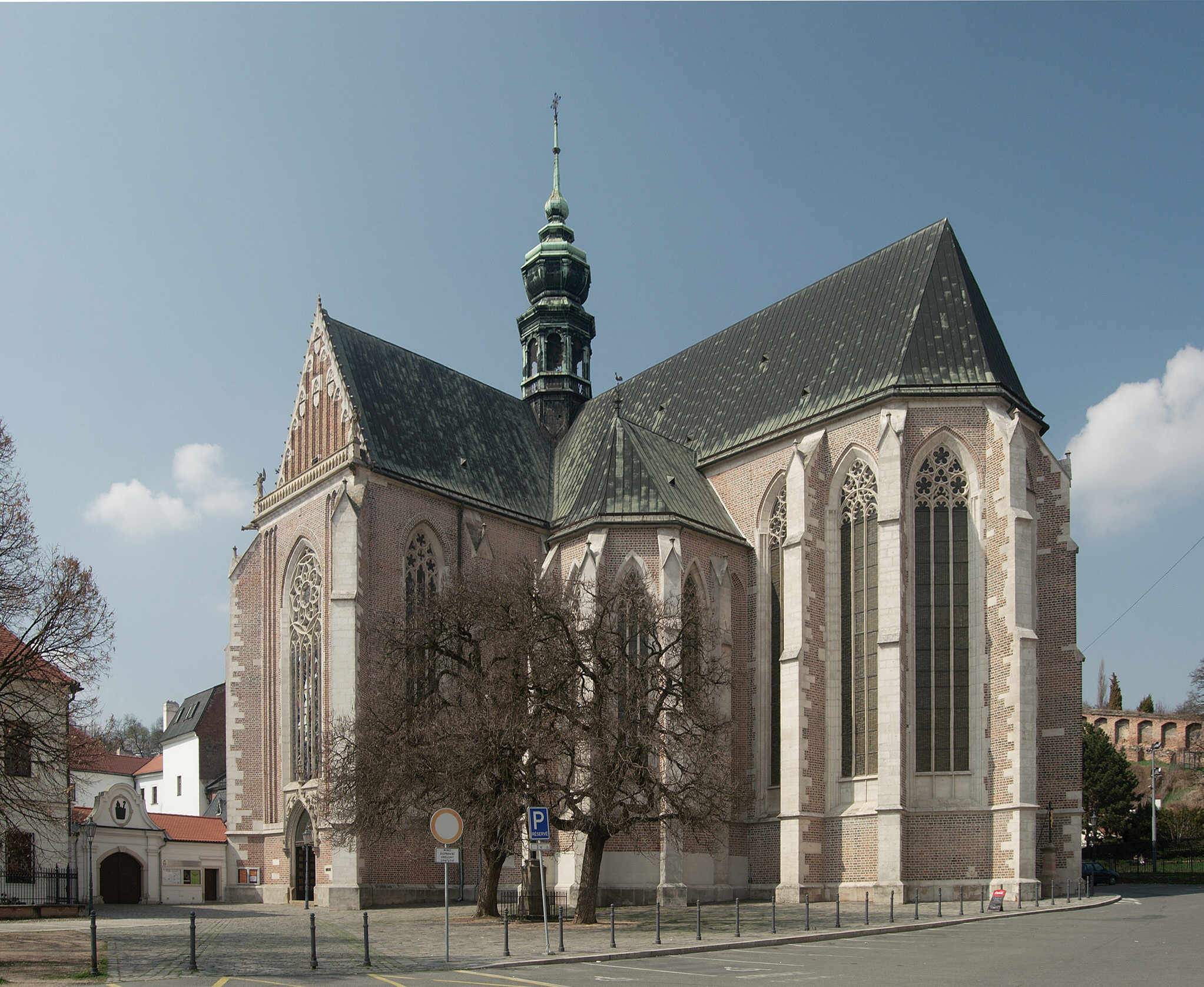
O mosteiro agostiniano em Brno, onde Mendel trabalhou e fez as suas experiências.

Morreu no dia 6 de janeiro de 1884, em Brno, no antigo Império Austro-Húngaro hoje República Checa de uma doença renal crônica; um homem à frente do seu tempo, mas ignorado durante toda a sua vida.

### Estudo do ADN de Mendel
Em 2022 ocorreu o 200.º aniversário de Mendel. Como tributo, um grupo de investigadores da Universidade de Masaryk, na República Checa, da Abadia Agostiniana e de outras organizações decidiram desenterrar o seu corpo e estudar o seu ADN. utilizando as próprias ideias de Mendel.
Em fevereiro de 2022, o corpo foi recuperado de uma sepultura no Cemitério Central de Brünn, na República Checa. Juntamente com a observação de que o esqueleto tinha 1,68 metros de altura, os investigadores relataram que o crânio tinha espaço para um “cérebro extraordinariamente grande”. Comparando as amostras recolhidas com o ADN encontrado nos objetos pessoais do falecido frade, armazenado no Museu Mendel, puderam confirmar que se tratava, de facto, do corpo do frade.
O estudo aprofundado ao genoma de Mendel revelou que este tinha variantes genéticas ligadas à diabetes, a problemas cardíacos e a doenças renais. Mendel também possuía um gene associado à epilepsia e a problemas neurológicos. Segundo os investigadores, isso possa explicar alguns dos sintomas psicológicos e neurológicos de que sofreu durante a vida.
Quanto à questão ética de exumar o corpo de Mendel sem o seu consentimento explícito, os investigadores acreditam que o frade não teria nada contra o seu corpo ser usado para investigação científica.

## Contribuições

### Experimentos em hibridização de plantas

Fenótipos dominantes e recessivos. (1) Geração parental. (2) geração F1. (3) geração F2.

Gregor Mendel, conhecido como o "pai da genética moderna", escolheu estudar a variação das plantas na horta experimental de 2 hectares de seu mosteiro.
Após experimentos iniciais com plantas de ervilha, Mendel decidiu estudar sete características que pareciam ser herdadas independentemente de outras características: forma da semente, cor da flor, matiz do tegumento da semente, forma da vagem, cor da vagem verde, localização da flor e altura da planta. Ele primeiro se concentrou na forma da semente, que era angular ou redonda. Entre 1856 e 1863 Mendel cultivou e testou cerca de 28 000 plantas, a maioria das quais eram plantas de ervilha (Pisum sativum). Este estudo mostrou que, quando diferentes variedades de reprodução verdadeira foram cruzadas entre si (por exemplo, plantas altas fertilizadas por plantas baixas), na segunda geração, uma em cada quatro plantas de ervilha tinha características recessivas de raça pura, dois em cada quatro eram híbridos e um em cada quatro era dominante de raça pura. Seus experimentos o levaram a fazer duas generalizações, a Lei da Segregação e a Lei da Variedade Independente, que mais tarde veio a ser conhecida como Leis da Herança de Mendel.

#### Recepção inicial do trabalho de Mendel
Mendel apresentou o seu papel "Versuche über Pflanzenhybriden" ("Experiências sobre Planta Hibridização"), em duas reuniões da Sociedade de História Natural de Brno, na Morávia em 8 de fevereiro e 8 de março de 1865. Isso gerou alguns relatórios favoráveis no local, jornais, mas foi ignorado pela comunidade científica. Quando o artigo de Mendel foi publicado em 1866 em Verhandlungen des naturforschenden Vereines in Brünn, ele foi visto como essencialmente sobre hibridização em vez de herança, teve pouco impacto e só foi citado cerca de três vezes nos trinta e cinco anos seguintes. Seu artigo foi criticado na época, mas agora é considerado uma obra seminal. Notavelmente, Charles Darwin não estava ciente do artigo de Mendel, e prevê-se que, se ele tivesse conhecimento disso, a genética como existe agora poderia ter se estabelecido muito antes. A biografia científica de Mendel, portanto, fornece um exemplo do fracasso de inovadores obscuros e altamente originais em receber a atenção que merecem.

#### Redescoberta da obra de Mendel
Cerca de quarenta cientistas ouviram as duas palestras inovadoras de Mendel, mas parece que eles não conseguiram entender seu trabalho. Mais tarde, ele também manteve uma correspondência com Karl Wilhelm von Nägeli, um dos principais biólogos da época, mas Nägeli também não avaliou as descobertas de Mendel. Às vezes, Mendel deve ter tido dúvidas sobre seu trabalho, mas nem sempre: "Minha hora vai chegar", disse ele a um amigo, Gustav von Niessl.
Durante a vida de Mendel, a maioria dos biólogos sustentou a ideia de que todas as características foram passadas para a próxima geração por meio da herança por mistura, na qual as características de cada pai são calculadas em média. Instâncias desse fenômeno agora são explicadas pela ação de vários genes com efeitos quantitativos. Charles Darwin tentou, sem sucesso, explicar a herança por meio de uma teoria da pangênese. Foi somente no início do século XX que a importância das ideias de Mendel foi percebida.
Em 1900, a pesquisa destinada a encontrar uma teoria bem-sucedida de herança descontínua em vez de herança combinada levou à duplicação independente de seu trabalho de Hugo de Vries e Carl Correns, e à redescoberta dos escritos e leis de Mendel. Ambos reconheceram a prioridade de Mendel, e é provável que de Vries não tenha entendido os resultados que encontrou até depois de ler Mendel. Embora Erich von Tschermak originalmente também tenha recebido o crédito pela redescoberta, isso não é mais aceito porque ele não entendia as leis de Mendel. Embora de Vries mais tarde tenha perdido o interesse pelo mendelismo, outros biólogos começaram a estabelecer a genética moderna como ciência. Todos esses três pesquisadores, cada um de um país diferente, publicaram sua redescoberta do trabalho de Mendel em um período de dois meses na primavera de 1900.
Os resultados de Mendel foram replicados rapidamente e a ligação genética rapidamente resolvida. Os biólogos aderiram à teoria; embora ainda não fosse aplicável a muitos fenômenos, buscava dar uma compreensão genotípica da hereditariedade que eles sentiam faltar em estudos anteriores sobre hereditariedade, que se concentraram em abordagens fenotípicas. A mais proeminente dessas abordagens anteriores foi a escola biométrica de Karl Pearson e Walter Frank Raphael Weldon, que se baseou fortemente em estudos estatísticos de variação do fenótipo. A oposição mais forte a esta escola veio de William Bateson, que talvez tenha feito mais nos primeiros dias para divulgar os benefícios da teoria de Mendel (a palavra "genética" e muitas das outras terminologias da disciplina originaram-se de Bateson). Este debate entre os biometristas e os mendelianos foi extremamente vigoroso nas primeiras duas décadas do século XX, com os biometristas alegando rigor estatístico e matemático, enquanto os mendelianos alegaram um melhor entendimento da biologia. A genética moderna mostra que a hereditariedade mendeliana é, na verdade, um processo inerentemente biológico, embora nem todos os genes dos experimentos de Mendel sejam ainda compreendidos.
No final, as duas abordagens foram combinadas, especialmente pelo trabalho conduzido por R.A. Fisher já em 1918. A combinação, nas décadas de 1930 e 1940, da genética mendeliana com a teoria da seleção natural de Darwin resultou na síntese moderna da biologia evolutiva.

### Outros experimentos
Mendel começou seus estudos sobre hereditariedade usando ratos. Ele estava na abadia de St. Thomas, mas seu bispo não gostou que um de seus frades estudasse sexo animal, então Mendel mudou para plantas. Mendel também criou abelhas em um galpão que foi construído para ele, usando colmeias que ele projetou. Ele também estudou astronomia e meteorologia, fundando a 'Sociedade Meteorológica Austríaca' em 1865. A maioria de seus trabalhos publicados estavam relacionados à meteorologia.
Mendel também fez experiências com Hieracium e abelhas. Ele publicou um relatório sobre seu trabalho com o falcão, um grupo de plantas de grande interesse para os cientistas da época por causa de sua diversidade. No entanto, os resultados do estudo de herança de Mendel em Hieracium foram diferentes de seus resultados para ervilhas; a primeira geração era muito variável e muitos de seus descendentes eram idênticos aos pais maternos. Em sua correspondência com Karl Nägeli, ele discutiu seus resultados, mas não conseguiu explicá-los. Não foi reconhecido até o final do século XIX que muitas espécies de gavião eram apomíticas, produzindo a maioria de suas sementes por meio de um processo assexuado.
Nenhum de seus resultados sobre as abelhas sobreviveu, exceto por uma menção passageira nos relatórios da Sociedade de Apicultura da Morávia. Tudo o que se sabe definitivamente é que ele usou abelhas cipriotas e carniolanas, que foram particularmente agressivas para o aborrecimento de outros monges e visitantes do mosteiro, de modo que foi solicitado que ele se livrasse delas. Mendel, por outro lado, gostava de suas abelhas e referia-se a elas como "meus queridos animaizinhos".
Ele também descreveu novas espécies de plantas, e estas são denotadas com a abreviatura do autor botânico "Mendel".

## Paradoxo de Mendel
Em 1936, Ronald Fisher, um estatístico proeminente e geneticista populacional, reconstruiu os experimentos de Mendel, analisou os resultados da geração F2 (segunda filial) e descobriu que a proporção de fenótipos dominantes para recessivos (por exemplo, ervilhas amarelas versus verdes; ervilhas redondas versus enrugadas) era implausível e consistentemente muito perto da proporção esperada de 3 para 1. Fisher afirmou que "os dados da maioria, senão de todos, os experimentos foram falsificados de modo a concordar com as expectativas de Mendel". As alegadas observações de Mendel, de acordo com Fisher, foram "abomináveis", "chocantes" e "cozidas".
Outros estudiosos concordam com Fisher que as várias observações de Mendel chegam desconfortavelmente perto das expectativas de Mendel. A. W. F. Edwards, por exemplo, observa: "Pode-se aplaudir o jogador sortudo; mas quando ele tiver sorte novamente amanhã, e no dia seguinte, e no dia seguinte, terá o direito de ficar um pouco desconfiado". Três outras linhas de evidência também dão suporte à afirmação de que os resultados de Mendel são de fato bons demais para serem verdade.
A análise de Fisher deu origem ao paradoxo de Mendel: os dados relatados de Mendel são, estatisticamente falando, bons demais para ser verdade, mas "tudo o que sabemos sobre Mendel sugere que era improvável que ele se envolvesse em fraude deliberada ou ajuste inconsciente de suas observações". Vários escritores tentaram resolver esse paradoxo.
Uma tentativa de explicação invoca viés de confirmação. Fisher acusou os experimentos de Mendel como "fortemente inclinados na direção do acordo com a expectativa... para dar à teoria o benefício da dúvida". Em seu artigo de 2004, J. W. Porteous concluiu que as observações de Mendel eram de fato implausíveis. No entanto, a reprodução dos experimentos demonstrou que não há um viés real para os dados de Mendel.
Outra tentativa de resolver o paradoxo de Mendel observa que às vezes pode surgir um conflito entre o imperativo moral de uma recontagem livre de preconceitos das observações factuais de alguém e o imperativo ainda mais importante de avançar o conhecimento científico. Mendel pode ter se sentido compelido a “simplificar seus dados para atender a objeções editoriais reais ou temidas”. Tal ação poderia ser justificada em bases morais (e, portanto, fornecer uma resolução para o paradoxo de Mendel), uma vez que a alternativa - recusar-se a obedecer - pode ter retardado o crescimento do conhecimento científico. Da mesma forma, como tantos outros inovadores obscuros da ciência, Mendel, um pouco conhecido inovador da classe trabalhadora, teve que “quebrar os paradigmas cognitivos e preconceitos sociais de seu público. Se tal avanço "pudesse ser melhor alcançado omitindo deliberadamente algumas observações de seu relatório e ajustando outras para torná-las mais palatáveis para seu público, tais ações poderiam ser justificadas por motivos morais".
Daniel L. Hartl e Daniel J. Fairbanks rejeitam o argumento estatístico de Fisher, sugerindo que Fisher interpretou incorretamente os experimentos de Mendel. Eles acham provável que Mendel tenha obtido mais de 10 descendentes e que os resultados correspondam às expectativas. Eles concluem: "A alegação de Fisher de falsificação deliberada pode finalmente ser posta de lado, porque em uma análise mais detalhada ela provou não ser sustentada por evidências convincentes". Em 2008 Hartl e Fairbanks (com Allan Franklin e A.W.F. Edwards) escreveram um livro abrangente no qual concluíram que não havia razões para afirmar que Mendel fabricou seus resultados, nem que Fisher deliberadamente tentou diminuir o legado de Mendel. A reavaliação da análise estatística de Fisher, segundo esses autores, também refuta a noção de viés de confirmação nos resultados de Mendel.

## Trabalhos
- Versuche über Pflanzen-Hybriden. In: Verhandlungen des naturforschenden Vereines in Brünn. Band IV (Abhandlungen 1865), Brünn 1866, S. 3–47. ; (online).
- Versuche über Pflanzenhybriden. 2 Abhandlungen 1865 und 1869. Herausgegeben von Erich von Tschermak-Seysenegg. Nachdruck in der Reihe Ostwald’s Klassiker der exakten Wissenschaften. Verlag Harry Deutsch, Frankfurt am Main 2000, ISBN 3-8171-3121-6, (online).

## Cronologia

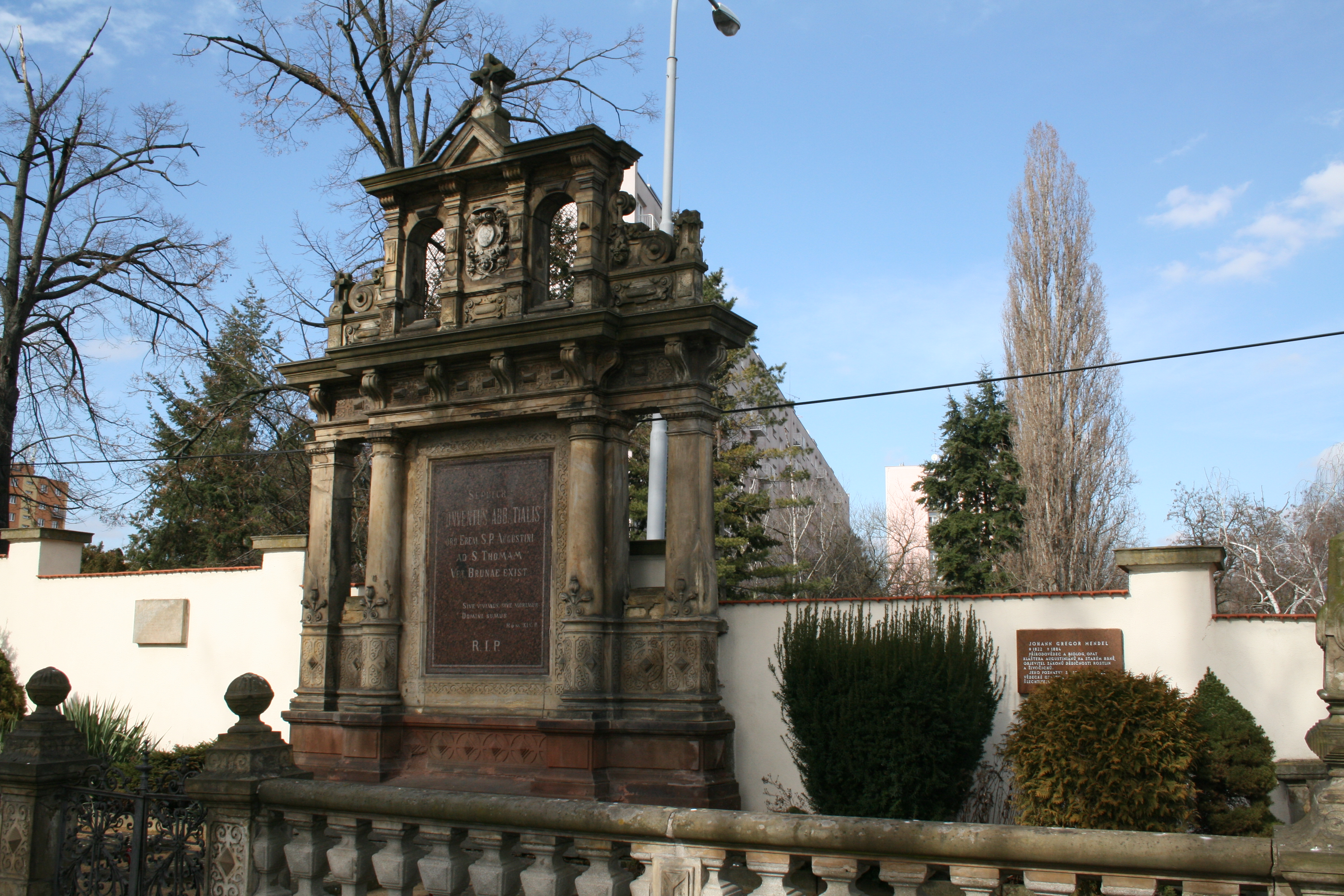
Sepultura de Gregor Mendel no Cemitério Central de Brünn

- 1822 - No dia 20 de julho, nasce Gregor Johann Mendel na Silésia, na região de Troppau, filho de uma família de camponeses.
- 1841-1843 — Estuda dois anos no Instituto Filosófico em Olomouc.
- 1843-1854 — Abde no mosteiro de Brno, onde passará a maior parte da sua vida e onde fará as suas famosas experiências.
- 1843 — Torna-se professor de ciências naturais na Escola Superior de Brno
- 1847 — É ordenado sacerdote.
- 1851-1853 — Estuda dois anos na Universidade de Viena história natural.
- 1853 — De volta ao mosteiro, dá aulas principalmente de Física.
- 1856 — Inicia as suas experiências nos jardins do mosteiro onde cruza as ervilhas e diferentes árvores.
- 1862 — Com alguns colegas do mosteiro funda a Sociedade de Ciências Naturais.
- 1863 — Acaba as suas experiências em animais e plantas que duraram cerca de sete anos.
- 1865 — Gregor Mendel propõe que as características hereditárias são transmitidas em unidades autorreplicáveis, chamadas fatores e, posteriormente, genes
- 1866 — Publica oficialmente o seu livro tendo muito pouco impacto na comunidade científica.
- 1868 — É eleito abade do mosteiro, após o que nunca mais pôde continuar as suas pesquisas devido às numerosas tarefas administrativas.
- 1871 — É nomeado presidente da Sociedade de Apicultura de Brno.
- 1873 — Mendel demite-se do cargo.
- 1874 — É reeleito, mas por razões pessoais não ocupa o cargo.
- 1884 — Morre a 6 de janeiro de 1884 aos 62 anos de idade.
- 1900 — Os botânicos K. Correns (Alemanha), E. Tschermak (Áustria) e H. de Vries (Países Baixos) redescobrem o trabalho de Mendel, demonstrando a sua importância e estabelecendo as Leis de Mendel.